# Taraua

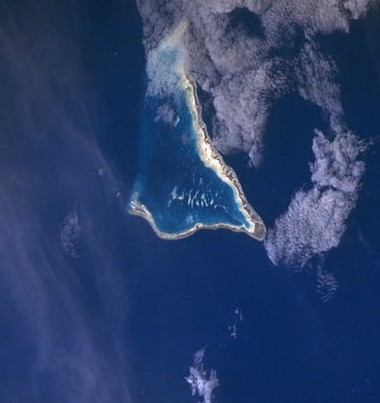
Atol de Taraua visto do espaço

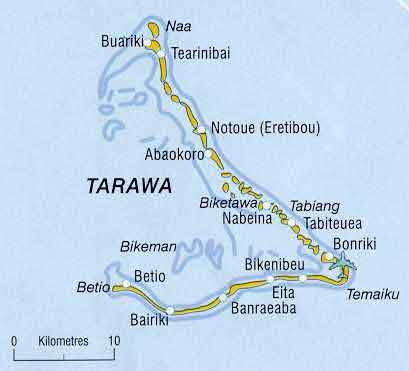
Mapa do atol de Taraua

Taraua ou Tarawa (em inglês: Tarawa) é um atol e capital da República de Kiribati, localizada na região central do oceano Pacífico. Compreende Taraua do Norte, que tem 6.629 habitantes, tendo muito em comum com outras ilhas mais remotas do grupo Gilbert, e Taraua do Sul, que tem 56.388 habitantes em 2015, metade da população total do país. Antiga capital da colônia britânica das Ilhas Gilbert e Ellice, o atol ficou famoso na história contemporânea por ser o local da sangrenta Batalha de Taraua, durante a Guerra do Pacífico na Segunda Guerra Mundial. 
O atol de Taraua é formado por 24 ilhas, das quais oito são inabitadas. A maior delas, Taraua do Sul, que se estende do lado sudeste do atol até a lagoa de Bairiki. Ela também abriga a maior cidade do atol, Bikenibeu e o único aeroporto da região, o Aeroporto Internacional de Bonriki.
Sua população é de cerca de 29 000 habitantes, na maioria micronésios das Ilhas Gilbert. A moeda local é o dólar australiano e na ilha de Betio existe um grande porto por onde são exportadas pérolas e copra, a parte sólida comestível interna do coco.

## Subdivisões
Taraua tem três regiões administrativas: Teinainano Urban Council, conhecida como Taraua do Sul, se estende de Bairiki a Bonriki e é a capital de Kiribati; Betio Town Council na ilha de Betio e Tarawa Ieta, ou Taraua do Norte, que cobre as ilhas ao nordeste de Bonriki.
O centro administrativo, com a presidência e os ministérios,  fica situado na ilha de Bairiki, em Taraua do Sul e o Parlamento na ilha de Ambo.

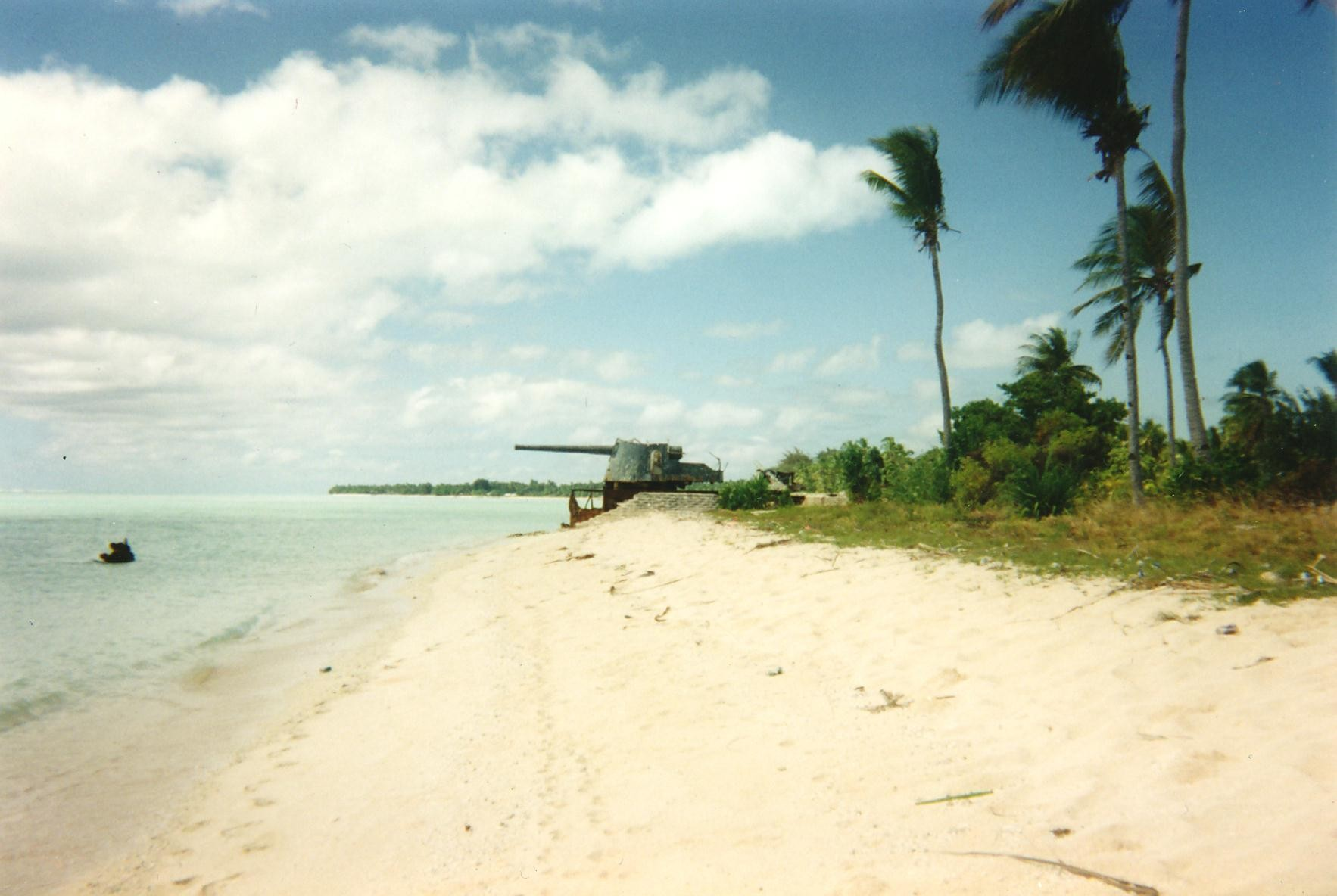
Memórias de guerra em Betio, Taraua

As principais ilhas que formam o atol são Abaokoro, Abatao, Bairiki, Betio, Biketawa, Bonriki, Buariki, Buota, Kainaba, Marenanuka, Nabeina, Notoua, Nuatabu, Tabiang, Tabonibara, Taratai, além de Abanuea, Bikeman e Tebua Tarawa, as três atualmente submersas devido a mudanças na corrente marítima e a alta das marés. As principais cidades e vilas são: Abatao, Bairiki, Bikenibeu, Bonriki, Buariki, Buota, Eita, Marenanuka, Taborio e Teaoraereke.

## História
Taraua entrou para a história do século XX como o local da Batalha de Taraua, a mais dura e sangrenta das batalhas na rota dos atóis do Pacífico, entre japoneses e norte-americanos. Ali, em apenas quatro dias de novembro de 1943, cerca de 6 000 soldados de ambos os exércitos morreram durante os combates pela conquista do atol.

## Transporte
Taraua é servida pelo Aeroporto Internacional de Bonriki (IATA: TRW, ICAO: NGTA).